# Saint-Médard (Deux-Sèvres)
Saint-Médard is een plaats en voormalige gemeente in het Franse departement Deux-Sèvres in de regio Nouvelle-Aquitaine en telt 108 inwoners (2009). De plaats maakt deel uit van het arrondissement Niort. Op 1 januari 2019 werd de gemeente opgeheven en werd Saint-Médard opgenomen in de gemeente Celles-sur-Belle.

## Geografie
De oppervlakte van Saint-Médard bedraagt 4,2 km², de bevolkingsdichtheid is dus 25,7 inwoners per km².
De onderstaande kaart toont de ligging van Saint-Médard (Deux-Sèvres) met de belangrijkste infrastructuur en aangrenzende gemeenten.

## Demografie
Onderstaande figuur toont het verloop van het inwonertal.